# أوغو مورين
أوغو مورين (بالإيطالية: Ugo Morin)‏ هو رياضياتي إيطالي، ولد في 17 فبراير 1901 في ترييستي في إيطاليا، وتوفي في 1968 في بادوفا في إيطاليا.